# São Tomé de Minas
São Tomé de Minas é um distrito do município brasileiro de Inhapim, no interior do estado de Minas Gerais. Segundo o censo demográfico de 2022, realizado pelo Instituto Brasileiro de Geografia e Estatística (IBGE), sua população era de 539 habitantes e havia 214 domicílios particulares permanentes ocupados. Possui área de 82,02 km² conforme a Fundação João Pinheiro (FJP). Foi criado pela lei municipal nº 1.327 de 9 de dezembro de 1994.
De acordo com o IBGE, em 2010 a população era de 692 habitantes e havia 313 domicílios particulares.